# هاينريش فون فيلدكه
هاينريش فون فيلدكه (بالألمانية: Heinrich von Veldeke) (ولد قبل عام 1150 – ومات في الفترة بين 1190 و 1200؛ واسمه باللغة الهولندية هندريك فان فيلدكه Hendrik van Veldeke) هو شاعر ألماني هولندي في القرن الثاني عشر، ينحدر من أسرة نبيلة قرب ماسترخت.

## حياته
من المحتمل أن ميلاده كان بين عامي 1140 و 1150 والأرجح أنه ولد قبل عام 1150، لأن مسودة رواية إنياس Eneas-Roman قد أنجز منها ثلثيها في عام 1174. وينتمي إلى أسرة من الموظفين الملكيين تحمل اسم قرية فيلدكه الواقعة غرب ماستريشت Maastricht الواقعة في بلجيكا حاليا.
وتمت تربيته لكي يكون من رجال الكنيسة ولكنه أصبح من رجال القصر، فالتحق بخدمة أمراء لون ورينيك واللتان كانتا من الإمارات المنضوية تحت عباءة ماينتس. وقد حضر في ماينتس الاحتفال الإمبراطوري الشهير في عيد الفصح عام 1184 والذي نصب فيه فريدريش الأول ولديه هاينريش وفريدريش فرسانا. وكان من بين رعاته الأميرة أجنس فون لون والأميرة مارجاريته فون كليفه وكذلك اللاندجراف هيرمان فون تورنجن، والذي أنهي في قصره روايته الهامة.
وقد مات على الأرجح قبل عام 1190 في قلعة نوينبورغ قرب فرايبورغ. وهناك معلومات حول سرقة مسودة روايته المنجز فيها ثلثاها في عام 1174، والتي استعادها بعد 9 سنوات في تورنجن وأتمها. إلا أنه لا توجد براهين إيجابية على ذلك. وقد ورد أن فولفرام فون إيشنباخ في الكتاب الثامن من بارتسيفال أي في عام 1205 قد نفى موته.

## الطبقة والتعليم
ليست هناك معلمومات مؤكدة حول الانتماء الطبقي لهاينريش فون فيلدكه. وفي البحث الجديد اعتبر من طبقة موظفي القصر أو من طبقة الفرسان لكن ذلك مجرد من أي أسس تاريخية. فالمعايير الوحيدة التي يؤكد بها المرء هذا الانتماء إلى النبلاء هي الألقاب الواردة في المراجع الأدبية مثل meister و her.
إلا أن تسمية شاعر شعبي بالمعلم والسيد قد يكونان دلالة على درجة تعليمه وريادته الشعرية. لكن من المؤكد أن هاينريش فون فيلدكه قد تلقى تربية فكرية لأنه كان يجيد اللغة اللاتينية. وهذا يبدو جليا في أنه ترجم أساطير سرفاتيوس Servatius من اللاتينية مباشرة وبدقة كبيرة. وتؤكد لنا بعض المواضع في عمله الأهم رواية إنياس أن هاينريش كان واعيا بالأصل اللاتيني للمادة لأنه في بعض المواضع حول المصدر الفرنسي الأساسي قد صحح بعض الأشياء فيه.
وليس مؤكدا ما إذا كان هاينريش قد اكتسب هذه المعارف مباشرة من الأعمال اللاتينية أو من مصدر ثان أو ثالث. والمؤكد أنه كان يجيد الفرنسية. فإنجازه الأساسي في التاريخ الأدبي تكمن في نقل التقاليد القصصية والشعرية في شمال فرنسا إلى ألمانيا. وقد مكنه قرب مسقط رأسه من فرنسا أن يتلقى هاينريش تربية ثنائية اللغة.

## اللغة
يذكر هاينريش فون فيلدكه سواء في الأدب الألماني أو الهولندي على أنه أول أديب كبير في كلا الأدبين.
ولدينا مخطوطة من أساطير سيرفاتيوس من القرن الخامس عشر كتبت باللغة الهولندية الوسطى وبجانب ذلك قطعة كتبت بلهجة ماستريشت في القرن الثالث عشر. وقد وصلتنا أيضا واحدة من قصائد الحب Minnelieder مكتوبة بلهجة ماستريشت. لكن أهمية فيلدكه بالنسبة للأدب المكتوب بالألمانية الوسطى هي كبيرة جدا. لأن الأغلبية العظمى من قصائد الحب وكذلك رواية إنياس قد كتبت بالألمانية الوسطى.
وبجانب ذلك فإن هاينريش فون فيلدكه قد ذكر على أنه المثال الكبير للأدب الألماني من قبل أدباء ألمان كثر من فترة البلاط (مثل فولفرام فون إيشنباخ وهارتمان فون أوه وغوتفرايد فون ستراسبورغ). وقد أدت حقيقة أن أساطير سيرفاتيوس قد وصلتنا باللغة الهولندية الوسطى إلى أن يعتقد بعض الفيلولوجيين بأن رواية إنياس قد كتبها الكاتب في الأصل بالليمبورجية Limburgisch. وقد اختلف على اللغة التي كتبت بها الرواية، وتوجد براهين واضحة تنفي الفرضية الليمبورجية. فيجب أن لا ننسى أن فيلدكه عاش معظم حياته في خدمة امراء ألمان وقضى الكثير من الوقت في تورنجن.
ويرفض بعض الباحثين المعاصرين الفرضية الليمبورجية ويعتمدون بدلا من ذلك على الطبعة النقدية للودفيج إيتميلر 1852 والذي نشرها من جديد في 1997 في طبعة جديدة ديتر كارتوشكه، أو يتبعون الطبعة الديبلوماسية للمخطوط البرليني المصور والذي أعده هانس فروم في عام 1992.

## أعماله
برز هاينريش فون فيلدكه كقصاص وشاعر حب. فهو يتميز بقصيدة الحب ذات تقاليد البلاط. فهو يعتبر من أوائل من استعمل الأشكال والعناصر من شعر التروبادور من البروفانس. كما يعتبر المؤسس الحقيقي للملحمة الفرسانية الألمانية. كما اعتبره معاصروه قدورة لهم.
- أساطير سيرفاتيوس (600 بيت) نقحها بتشجيع من الجرافة أجنس فون لون تبل عام 1170
- رواية إنياس Eneasroman (13500 بيت) وتسمى أيضا Eneide أو Eneit. أنهى كتابتها بين عامي 1187 و 1189, ويعتبر من خلال هذا العمل مؤسس رواية البلاط باللغة الألمانية الوسطى. وليس المصدر الأساسي لها هو Aeneis لفرجيل، بل هو كتاب Romqn d' Enèas المكتوب بالفرنسية القديمة وهو مجهول المؤلف (حوالي 1160) والذي يعتمد من جانبه على فرجيل.
- الشعر: هناك أكثر من 30 قصيدة حب Minnelieder.